# Церква Святого Петра і Павла (Голігради)
Церква Святого Петра і Павла в Голіградах — парафія і храм Заліщицького благочиння Тернопільської єпархії Православної церкви України в селі Голіградах Чортківського району Тернопільської области.

## Історія храму
Мурована церква була збудована й освячена в 1849 році замість старішої дерев'яної церкви, яка існувала вже в [1832] році.
1996 року збудована нова церква.
Кількість вірян: 1832: 247, 1854: 425, 1874: 595, 1844: 380, 1864: 485, 1884: 611.

## Парохи
- о. Матей Лісинецький ([1832]—1832, адміністратор)[3]
- о. Павло Грускевид (1832—1838, адміністратор)[3]
- - (1838—1866+)[3]
- о. Григорій Ганкевид (1866—1867)[3]
- о. Олександр Зразевський (1867—1869, адміністратор)[3]
- о. Іван Струтинський (1869—1877+)[3]
- о. Тома Березовський (1877—1879, адміністратор)[3]
- о. Дмитро Лойванюк (1879—1911+)[3]
- о. Любомир Вовк — нині[4].